# 青雅站
青雅站（法語：Gare du Vert-Galant），是法国的一个铁路车站，属于大区快铁B线B5支线。开通于1890年，位于塞纳-圣但尼省维勒潘特。属于第四收费区（法語：Zone 4），此外本站同时服务于法兰西地区特朗布莱。

## 历史
- 1861年，开始计划在沃茹尔附近建造铁路车站。
- 1890年，车站开通，当时的名称是沃茹尔站。
- 1895年，改为现在名称。